# Bernardino Pérez Sarmiento
Bernardino Pérez Sarmiento (¿?, c. 1452 - Valladolid, 1522), I conde de Rivadavia, II conde de Santa Marta y Adelantado mayor de Galicia.

## Biografía
Hijo extramatrimonial de Diego Pérez Sarmiento y de una esclava llamada Úrsula, fue legitimado el 16 de octubre de 1457 por el rey Enrique IV de Castilla. En 1465, a la muerte de su padre, heredó el condado de Santa Marta de Ortigueira y se convirtió igualmente en Adelantado mayor de Galicia. No obstante, al ser menor de edad, quedó al cuidado de su madrastra Teresa de Zúñiga.
En 1467 estalló la Segunda Guerra Irmandiña, por lo que debió huir de Galicia y refugiarse en la villa de Mucientes. Tras la muerte de su tutora en 1470, fue encomendado a Álvaro de Zúñiga, duque de Arévalo. A su custodia permaneció hasta 1473.
Perdonó a sus villas los desmanes cometidos durante la revuelta irmandiña, por lo que terminaron aceptandolo como señor. Sin embargo, surgieron conflictos a la hora de acudirle con sus emolumentos de Adelantado mayor. De un lado el señor Bernardino y, del otro, estas villas gallegas apoyadas por varios oficiales reales a los que el que sería conde de Rivadavia consideraba instigadores. Cabe decir, además, que el 16 de junio de 1488 los Reyes Católicos le concedieron los portazgos de Galicia, en virtud de que su padre y su abuelo habían disfrutado, en vida, de tales rentas.
Por otro lado, los mismos problemas plantearon las intromisiones permanentes y abusivas del señor en la jurisdicción de sus villas. Así, Mucientes querrelló contra él a comienzos del siglo XVI por malos tratos y véjamenes, y en el mismo sentido los monasterios de la región señalaron a Bernardino como uno de los más voraces encomenderos gallegos.
En 1476, para terminar con el conflicto familiar originado a raíz del testamento de su padre, hizo un acuerdo con Francisco, hijo de su hermano desheredado García Sarmiento, y le cedió las villas de Palazuelo de Vedija y Santa Marta de Ortigueira (de la cual podría intitularse conde si obtenía dicha merced del rey). Por su parte, Bernardino retenía el Adelantamiento mayor de Galicia, las villas de Rivadavia, Fuente y Mucientes, el coto y la fortaleza de Celme, Laza, Bentraces y el resto de sus bienes. Finalmente, se estipulaba que ninguna de las partes haría reclamaciones al respecto en el futuro, aunque esto no evitó que el enfrentamiento fuese subiendo de tono con el correr de los años. 
El 16 de abril de 1476, desde Madrigal de las Altas Torres, los Reyes Católicos lo intitularon I conde de Rivadavia.
En 1491, a raíz del conflicto familiar anteriormente reseñado, la Corona decretó la tasación y partición de sus bienes, operación que se llevó a efecto cuatro años después.
Murió en Valladolid en 1522, poco después de donar los bienes que poseía a sus hijas.

## Matrimonio
Casó con María Pimentel de Castro —hija de Juan Pimentel, señor de Allariz— el 22 de mayo de 1473. En 1480 le entregó el coto de Laias, la barca y portazgo del puerto de Barbantes y un juro de 10 000 maravedíes situados en las rentas del lugar de Mirabel.
No obstante, en 1487 pretenderá anular este matrimonio alegando que, antes de consumarse, estaba comprometido con Teresa de Zúñiga, hija de Juan de Zúñiga, vizconde de Monterrey. Ese mismo año, María Pimentel lo denunciaba por malos tratos y aducía que había firmado la sentencia de nulidad bajo amenazas y confinada en una fortaleza. El matrimonio fue disuelto y María volvió a contraer matrimonio con Bernal Vaca a quien dejó en su testamento de 1519 la quinta parte de sus bienes.
Con María Pimentel tuvo a:
- Francisca, que heredó el condado y sería comprometida con Enrique Enríquez, hijo del almirante de Castilla Alfonso Enríquez.

- María, comprometida con Juan Hurtado de Mendoza, hijo de Ruy Díaz de Mendoza, maestresala de la reina Isabel.